# Stephen Webster
Stephen Webster MBE (* 1959 in Gravesend, Kent) ist ein britischer Schmuckdesigner.

## Leben
Stephen Webster wurde 1959 in Gravesend, Kent, geboren und besuchte dort die Mayfield Grammar School. Anschließend studierte er am Medway College of Design, heute University for the Creative Arts, in Rochester Schmuckdesign.
Nach seiner Ausbildung unter Tony Shepherd arbeitete Webster als Handwerker für verschiedene Londoner Designhäuser. Zu seinen bedeutendsten Aufträgen gehörte zweimal die Gestaltung der De Beers Diamond Stakes Trophy, welche ihn 1982 dazu bewegten, seine Arbeiten an Schmuck fortzusetzen.
Webster zog kurz darauf nach Kanada. Nach einer kurzen Rückkehr ins Vereinigte Königreich im Jahr 1984 entdeckte Webster einen potenziellen Markt für seinen Schmuck in Kalifornien. 1989 siedelte er zurück nach London um und gründete dort die Stephen Webster Ltd, welche heute über mehr als 200 Verkaufsstellen weltweit sowie Flagship-Stores in London, den Beverly Hills, Moskau, St. Petersburg und Kiew verfügt.
Seit 2006 leitet Webster neben Stephanie Bond das britische Juweliersunternehmen Garrard & Co.
2007 wurde Webster mit einem Ehrentitel als Master of Arts von der University for the Creative Arts ausgezeichnet. 2013 wurde er im Rahmen der New Year Honours zum Member of the Order of the British Empire (MBE) ernannt.
2015 veröffentlichte Webster seine Autobiografie Goldstruck: A Life Shaped by Jewellery.

## Publikationen
- 2015: Goldstruck: A Life Shaped by Jewellery, ISBN 978-0-9568738-4-2.

## Auszeichnungen
- 2013: Most Excellent Order of the British Empire[3]